# Madog ap Bleddyn
Madog ap Bleddyn (tué en 1088) est coprince de Powys pendant 13 ans de 1075 à 1088

## Origine
Madog ap Bleddyn est le fils aîné de Bleddyn ap Cynfyn.

## Règne
À la mort de leur père, Madog et ses frères mettent à profit la guerre de succession pour le contrôle du pays de Galles qui a éclaté entre Rhys ap Owain de Deheubarth et Trahaearn ap Caradog de Gwynedd, pour proclamer leurs droits à s'établir dans le vieux royaume de Powys.
Ils partagent le pays entre eux bien que Madog ap Bleddyn et son frère Rhiryd ap Bleddyn soient considérés comme les premiers princes et ils obtiennent leur totale indépendance après les morts successives des deux protagonistes en 1078 et 1081. 
En 1088, les deux frères attaquent Rhys ap Tewdwr de Deheubarth. Ils réussissent à l'expulser de son royaume en Irlande. Rhys revient avec une flotte recrutée dans les royaumes vikings locaux et Madog et son frère Rhiryd sont vaincus et tués lors de la bataille de Llech-y-crau.